# Am fost medic la Auschwitz
Am fost medic la Auschwitz este titlul traducerii în română a cărții autobiografice Dr. Mengele boncoló orvosa voltam az Auschwitz-i krematóriumban, apărute în Oradea în 1946, în care autorul, medicul Miklós Nyiszli, relatează atrocitățile la care a fost martor la Lagărul de exterminare Auschwitz.
În mai 1944 medicul de origine evreiască Miklós Nyiszli, împreună cu soția și fiica, ajung de la Oradea la Auschwitz. În cadrul selecției inițiale Nyiszli și familia sunt clasificați printre oamenii capabili să lucreze și, prin urmare, nu sunt trimiși către camerele de gazare.
Astfel devine martor ocular și participant involuntar la exterminarea a mii de oameni.
Supraviețuiește vieții în lagăr și se întoarce acasă în 1946, unde scrie povestea celor trăite spre sfârșitul celui de-al doilea război mondial. Cartea lui Miklós Nyiszli a fost una din primele cărți care au povestit ororile de la Auschwitz.
Prin autenticitatea lor, însemnările lui Nyiszli reprezintă un adevărat act demascator al ororilor săvârșite de naziști în lagărele de concentrare de pe teritoriul celui de-al Treilea Reich, constituind parte integrantă a materialului acuzării la Procesul de la Nürnberg. În carte, în ediția din 1971 la final sunt inserate Fragmente din depoziția făcută de doctorul Nyiszli Miklos în fața Tribunalului de la Nuremberg. (P. 217-231). Ediția din 1998 a cărții  nu mai conține această anexă.

## Rezumat
Datorită faptului că lucra cu doctorul Mengele, dr. Nyiszli Miklos, a reușit să își salveze soția și fiica, repartizându-le ca voluntare pentru muncă la o uzină de armament în nordul Germaniei.
Lucrează împreună cu echipa celui de al XII-lea „Sonderkommando”, un grup de evrei care era cazat în condiții mai bune și care se ocupa de gestionarea cadavrelor din lagăr. Odată la patru luni, membrii acestui ”comando” erau exterminați și înlocuiți cu alții, însă medicul se pare că a fost salvat, de fiecare dată, de Mengele, care ajunsese să se bazeze pe experiența acestuia.(P.38-40) A asistat astfel la experimentele făcute de „Îngerul morții” (căpitanul SS, Josef Mengele), pe gemeni și pe pitici, dar și pe copii, femei și alte victime selectate din rândul evreilor deportați. 
Dr. Nyiszli Miklos a scăpat de execuția celui de-al XII-lea Soderkommando cu alți medici pentru că doctorul Mengele mai avea nevoie de ei. 
Cel de-al XIII-lea Soderkommando (P.192) nu a mai apucat să trăiască patru luni pentru că au fost executați și s-au pus capăt exterminărilor de la Auschwitz deoarece armata rusă se apropia, era  17 ianuarie 1945. SS-iștii au fugit din lagăr, Dr. Mengele fugise înainte de anul nou pentru că armata roșie era aproape. Prizonierii, printre care și  Dr. Nyiszli Miklos , au fost escortați de SS-iștii care au rămas,  până la lagărul Mauthausen, de la gara din Mauthausen au fost duși la Melk an der Donau, iar ultima fază de la Melk an der Donau la Ebensee.(P.227-246)
La 5 mai 1945  tancurile americane au eliberat lagărul de la Ebensee și doctorul Miklos a fost eliberat și s-a putut întoarce  la Oradea !
Prin octombrie a sunat cineva la soneria ușii casei sale: erau soția și fiica lui, pe care nu le mai credea în viață, locul eliberării lor a fost renumitul lagăr de la Bergen-Belsen. (p.248-250)
Marturii similare în care găsim și  repere biografice și un dicționar al personalităților care sunt în relație cu tema sunt în volumul  Am fost la Auschwitz deținutul A-13221- convorbire realizată cu Leopold Scobel- de Marilena Lică -Mașala , cu prefață de Oliver Lustig și Apostol Stan , apărută șa Editura Lică din Pitești în anul 2002.La pagina 151 este menționat și Nyiszli Miklos ca autopsier, subordonat direct lui Mengele.

## Recenzii
Am fost medic la Auschwitz – Dr. Nyiszli Miklos
Citindu-l pe Dr. Nyiszli Miklos. Cartea „Am fost medic la Auschwitz”